# Sports
Sports è il terzo album in studio del gruppo musicale statunitense Huey Lewis and the News, pubblicato il 15 settembre 1983.

## Tracce
1. The Heart of Rock & Roll – 5:03 (Johnny Colla, Huey Lewis)
2. Heart and Soul – 4:13 (Mike Chapman, Nicky Chinn)
3. Bad Is Bad – 3:48 (Alex Call, John Ciambotti, Sean Hopper, H. Lewis, John McFee, Michael Schriener)
4. I Want a New Drug – 4:46 (Chris Hayes, H. Lewis)
5. Walking on a Thin Line – 5:11 (Andre Pessis, Kevin Wells)
6. Finally Found a Home – 3:43 (B. Brown, C. Hayes, H. Lewis)
7. If This Is It – 3:54 (J. Colla, H. Lewis)
8. You Crack Me Up – 3:42 (Mario Cipollina, H. Lewis)
9. Honky Tonk Blues – 3:26 (Hank Williams)

## Formazione
- Huey Lewis - voce, armonica
- Mario Cipollina - basso
- Johnny Colla - chitarra, sassofono, cori
- Bill Gibson - batteria, percussioni, cori
- Chris Hayes - chitarra, cori
- Sean Hopper - tastiere, cori

Musicisti aggiuntivi
- John McFee - pedal steel guitar in Honky Tonk Blues